# Synageles nigriculus
Synageles nigriculus là một loài nhện trong họ Salticidae.
Loài này thuộc chi Synageles. Synageles nigriculus được Danilov miêu tả năm 1997.